# محمية أراوالي الوطنية
محمية أراوالي الوطنية هي منطقة محمية مخصصة تديرها مقاطعة جاريسا بالتعاون مع هيئة الحياة البرية في كينيا. تقع في مقاطعة شمال شرق كينيا، تبعُد 77 كم جنوب مدينة غاريسا. وتغطي المحمية مساحة قدرها 53,324 هكتار (533 كـم2؛ 206 ميل2).  يحدها من الغرب نهر تانا، ومن الشرق طريق جاريسا-لامو. 
في عام 1974 أًعلنت المحمية كموقع وحيد للحفاظ على حيوان الهيرولا المهدد بالانقراض والذي يستوطن شمال شرق كينيا وجنوب غرب الصومال.

## الحياة البرية
تعد المحمية ملجأً أساسياً لمجموعة من أنواع الحياة البرية بما في ذلك أربعة أنواع أخرى مهددة بالانقراض على مستوى العالم: الهيرولا، وحمار غريفي الوحشي، والكلب البري في شرق أفريقيا، والفهد في شرق أفريقيا. أظهرت دراسة أجرتها شركة تيرا نوفا في عام 2006 أيضًا علامات وجود الفيل الأفريقي.
منذ عام 2005، أصبحت المنطقة المحمية تعتبرموئلاً للحفاظ على الأسود إلى جانب منتزه لاغ بادانا الوطني. 

## روابط خارجية
- الهيئة الوطنية لإدارة البيئة في كينيا
- هيئة الحياة البرية في كينيا
- المتاحف الوطنية في كينيا
- حافة الوجود - أفضل 100 حيوان ثديي
- القائمة الحمراء للاتحاد الدولي لحفظ الطبيعة
- مؤسسة الحفاظ الأفريقية
- صفحة Terra Nuova على الويب (باللغة الإيطالية)